# Arsène Lupin, gentleman-cambrioleur
Arsène Lupin, gentleman-cambrioleur is de eerste verhalenbundel over Arsène Lupin, geschreven door Maurice Leblanc. Het boek is uitgebracht op 10 juni 1907 en bevat de eerste negen verhalen die oorspronkelijk werden gepubliceerd in het Franse tijdschrift Je sais tout. In één van de verhalen verschijnt de Engelse detective Sherlock Holmes, gewijzigd naar Herlock Sholmes in latere drukken na dreigementen van de advocaten van Arthur Conan Doyle met een rechtszaak.

## Verhalen
- L'Arrestation d'Arsène Lupin
- Arsène Lupin en prison
- L'Évasion d'Arsène Lupin
- Le Mystérieux voyageur
- Le Collier de la reine
- Le Sept de cœur
- Le Coffre-fort de madame Imbert
- La Perle noire
- Sherlock Holmès arrive trop tard